# Postsovjetiska stater
Begreppet postsovjetiska stater eller, då alla av dem är republiker, postsovjetiska republiker, är en beteckning för de självständiga länder, som på Sovjetunionens tidigare territorium, bildades eller återbildades som egna nationalstater efter Sovjetunionens sammanbrott 1991. Gränsdragningarna blev identiska med de gränser som vid sammanbrottet fanns mellan sovjetrepublikerna, dessa gränser följer dock inte de "etniska gränserna" och har medfört att flera utbrytarrepubliker har förklarat sig självständiga, men dessa regioner/länders politiska status är omstridda. De flesta av världens länder erkänner inte dessa. 

## Länder
Dessa länder är:
| - Armenien (1) - Azerbajdzjan (2) - inklusive utbrytarrepubliken: Nagorno-Karabach (Republiken Artsach) - Belarus (3) - Estland (4) - Georgien (5) - inklusive utbrytarrepublikerna: Abchazien Sydossetien - Kazakstan (6) - Kirgizistan (7) - Lettland (8) - Litauen (9) - Moldavien (10) - inklusive utbrytarrepubliken: Transnistrien Gagauzien (autonom region) | - Ryssland (11) - inklusive utbrytarrepubliken: Tjetjenska republiken Itjkerien - Tadzjikistan (12) - Turkmenistan (13) - Ukraina (14) - inklusive utbrytarrepublikerna: Folkrepubliken Donetsk Folkrepubliken Lugansk Republiken Krim (sedan 2014 annekterad av Ryssland) - Uzbekistan (15) |

## Nuvarande politisk ledning

### Statschefer

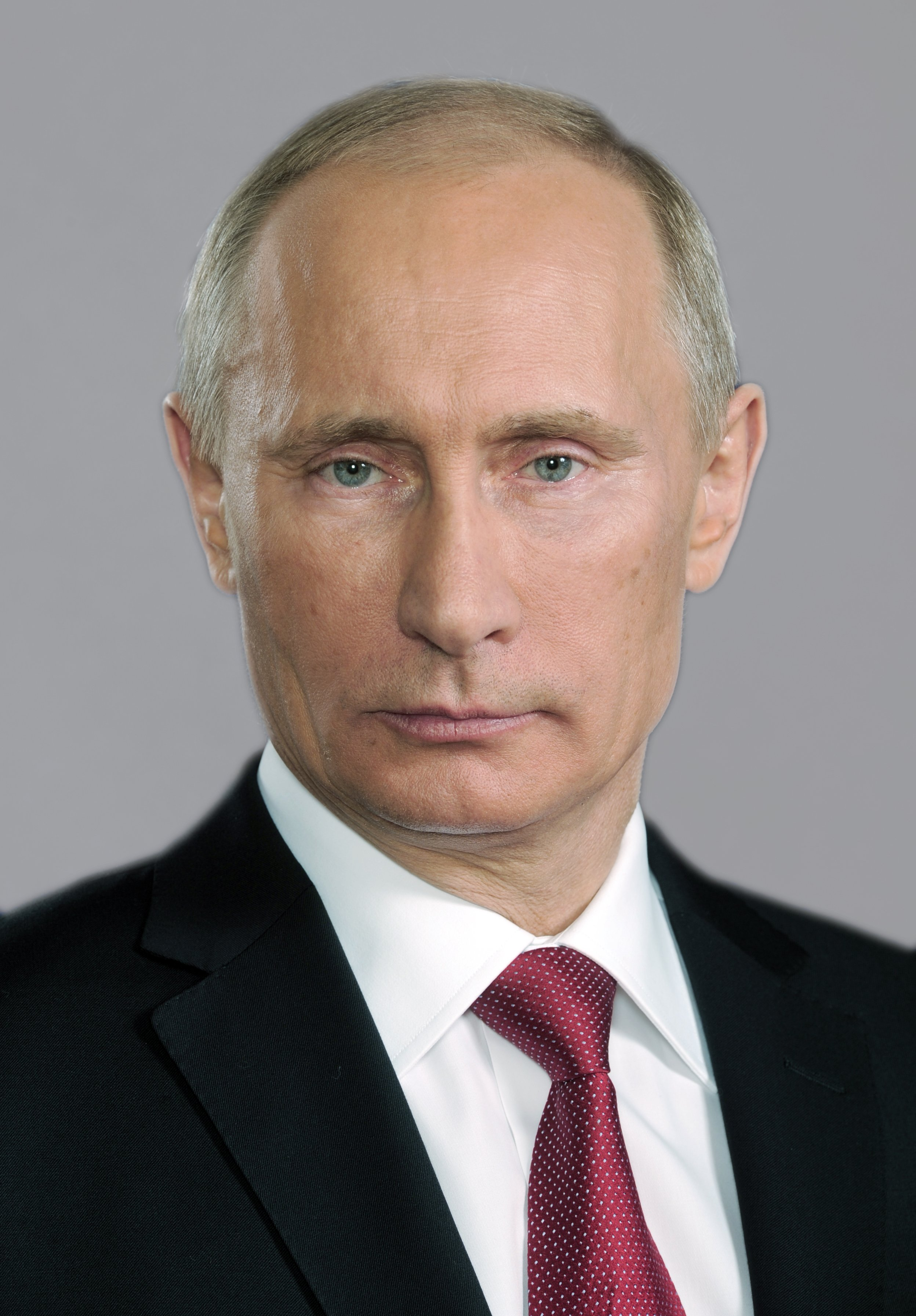
RUS Ryssland Vladimir Putin Rysslands president
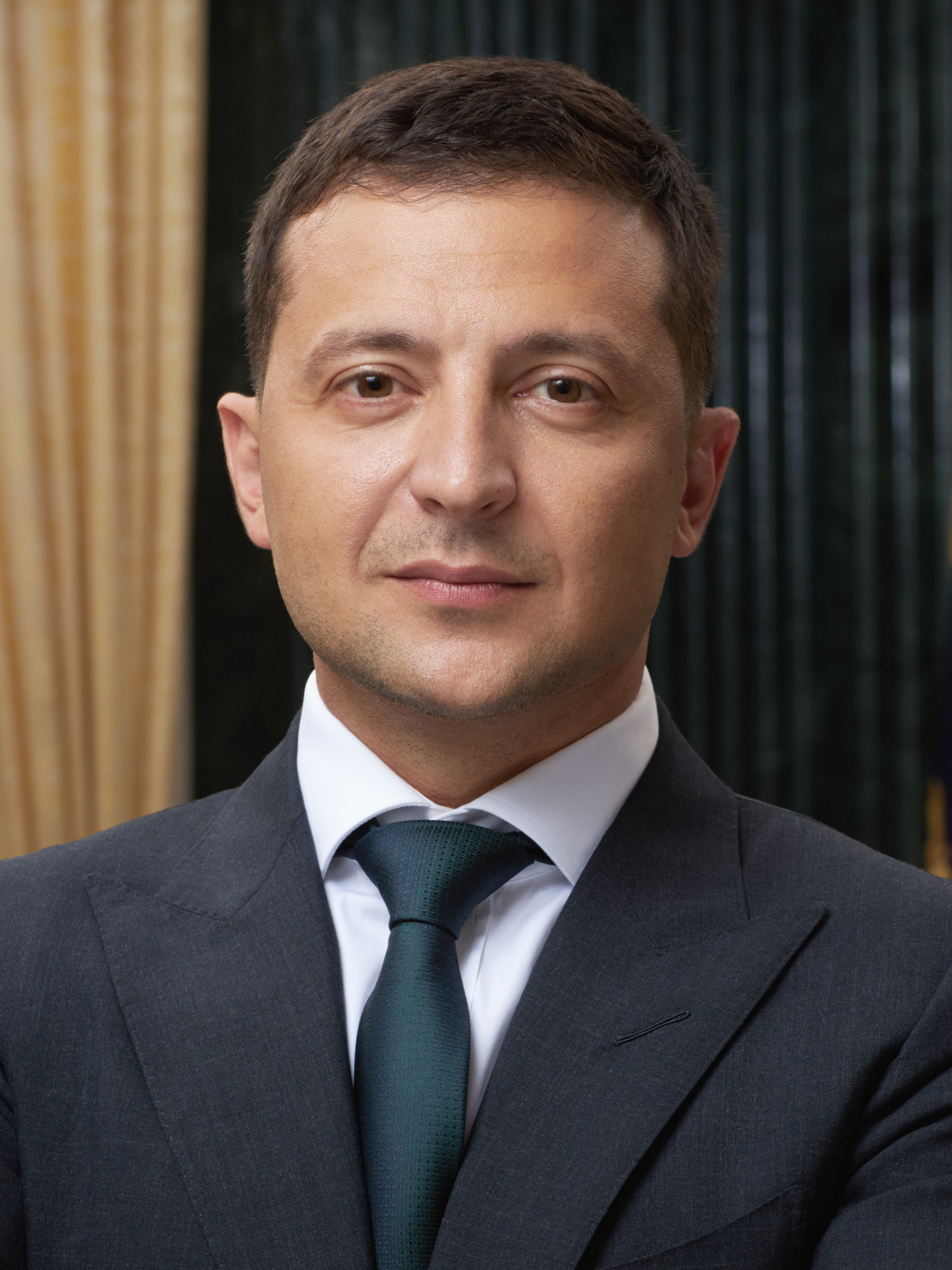
UKR Ukraina Volodymyr Zelenskyj Ukrainas president
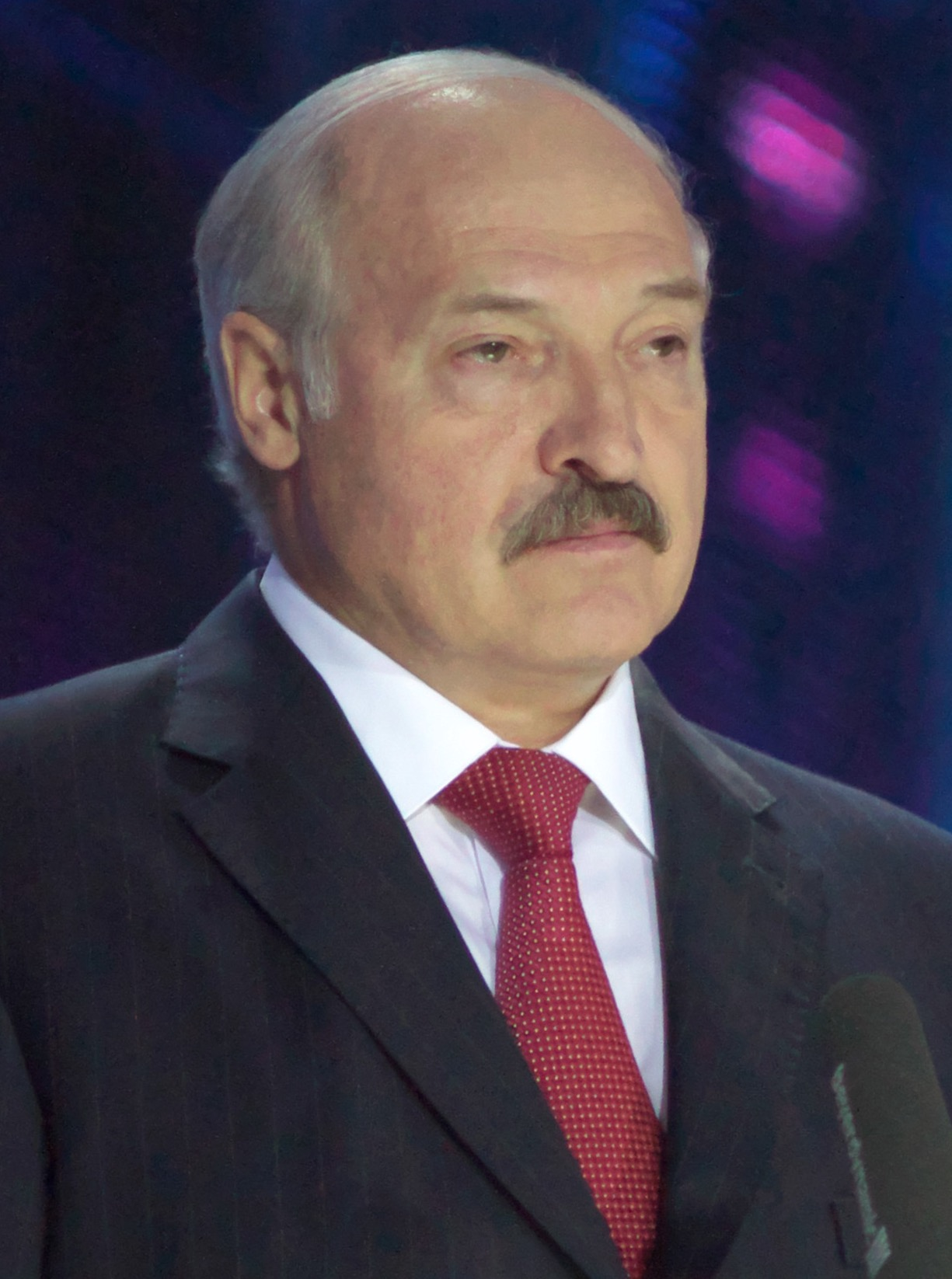
BLR Belarus Aleksandr Lukasjenko Belarus president
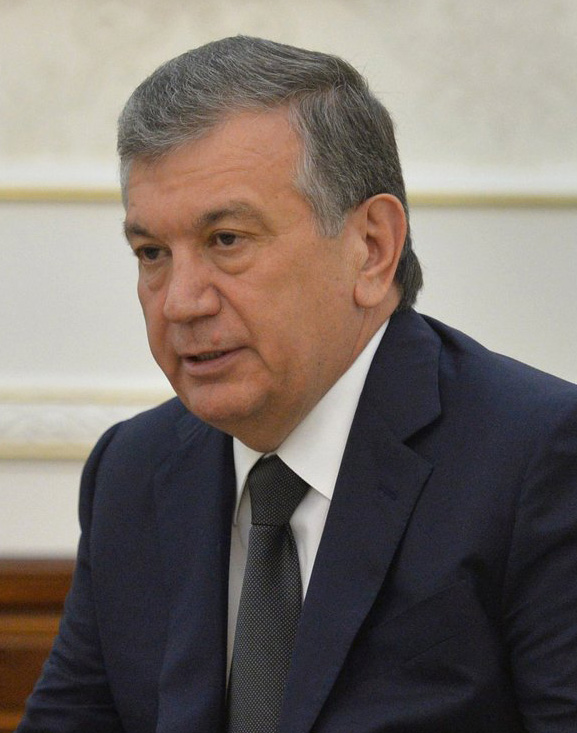
UZB Uzbekistan Shavkat Mirziyoyev Uzbekistans president
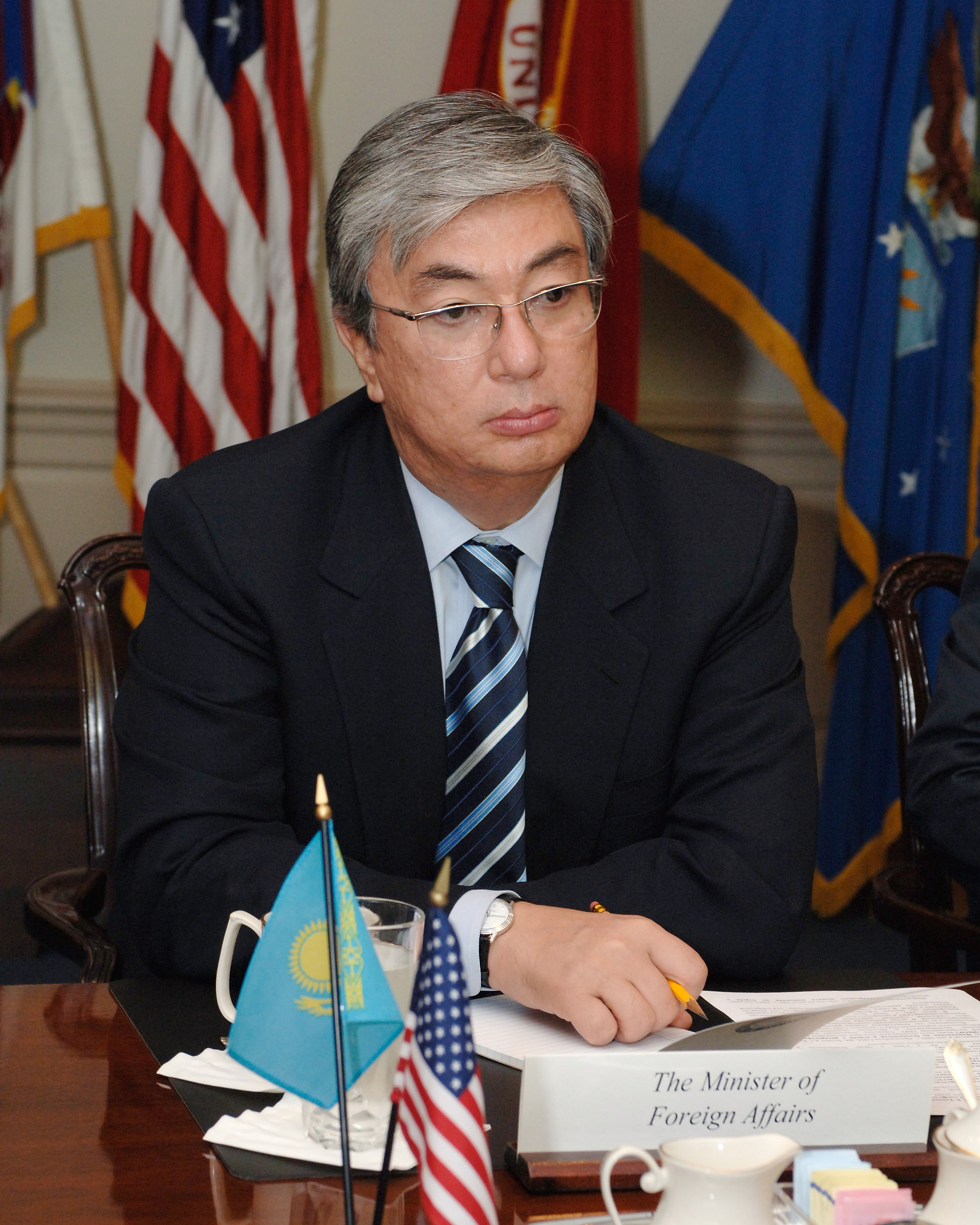
KAZ Kazakstan Qasym-Zjomart Toqajev Kazakstans president
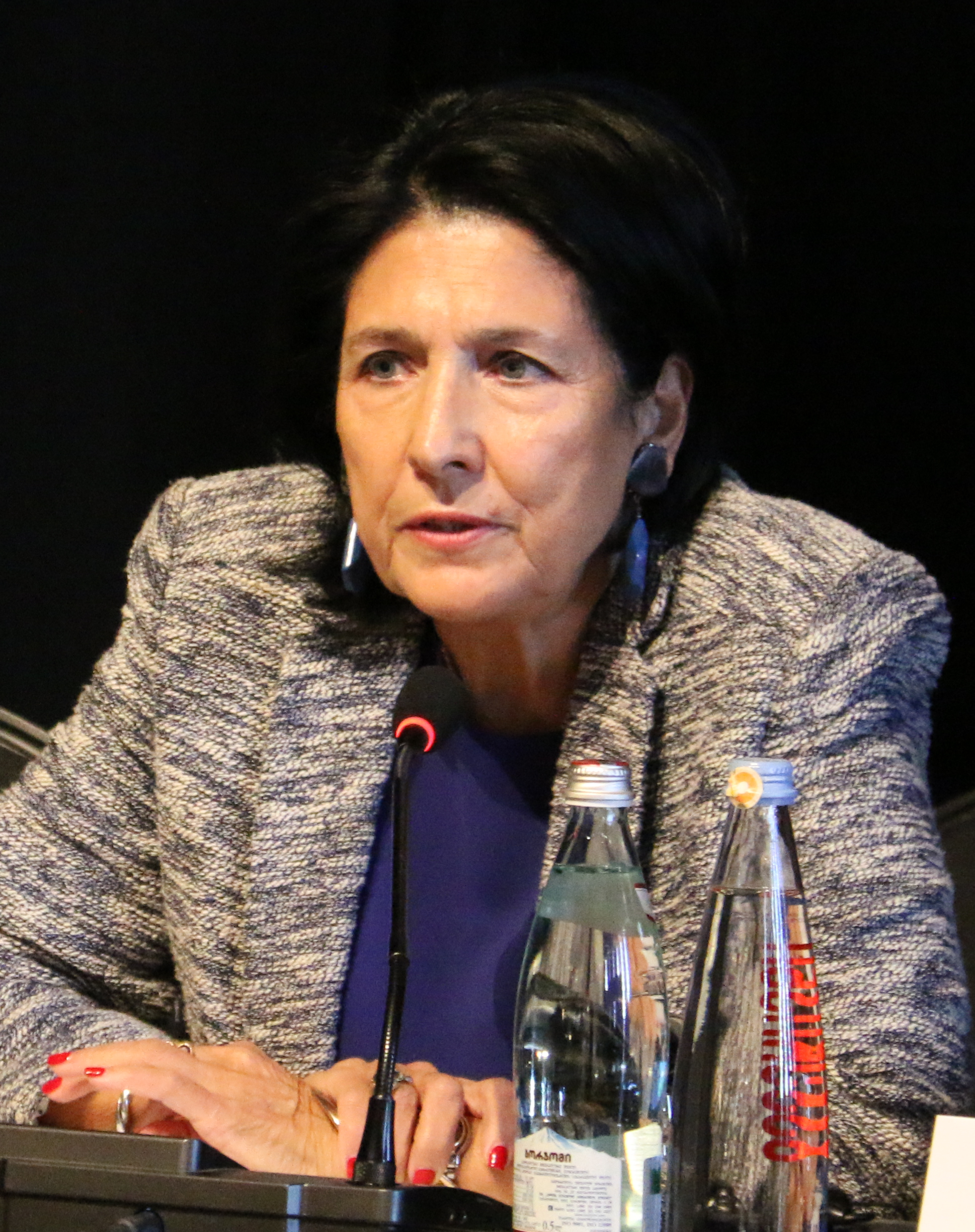
GEO Georgien Salomé Zurabisjvili Georgiens president
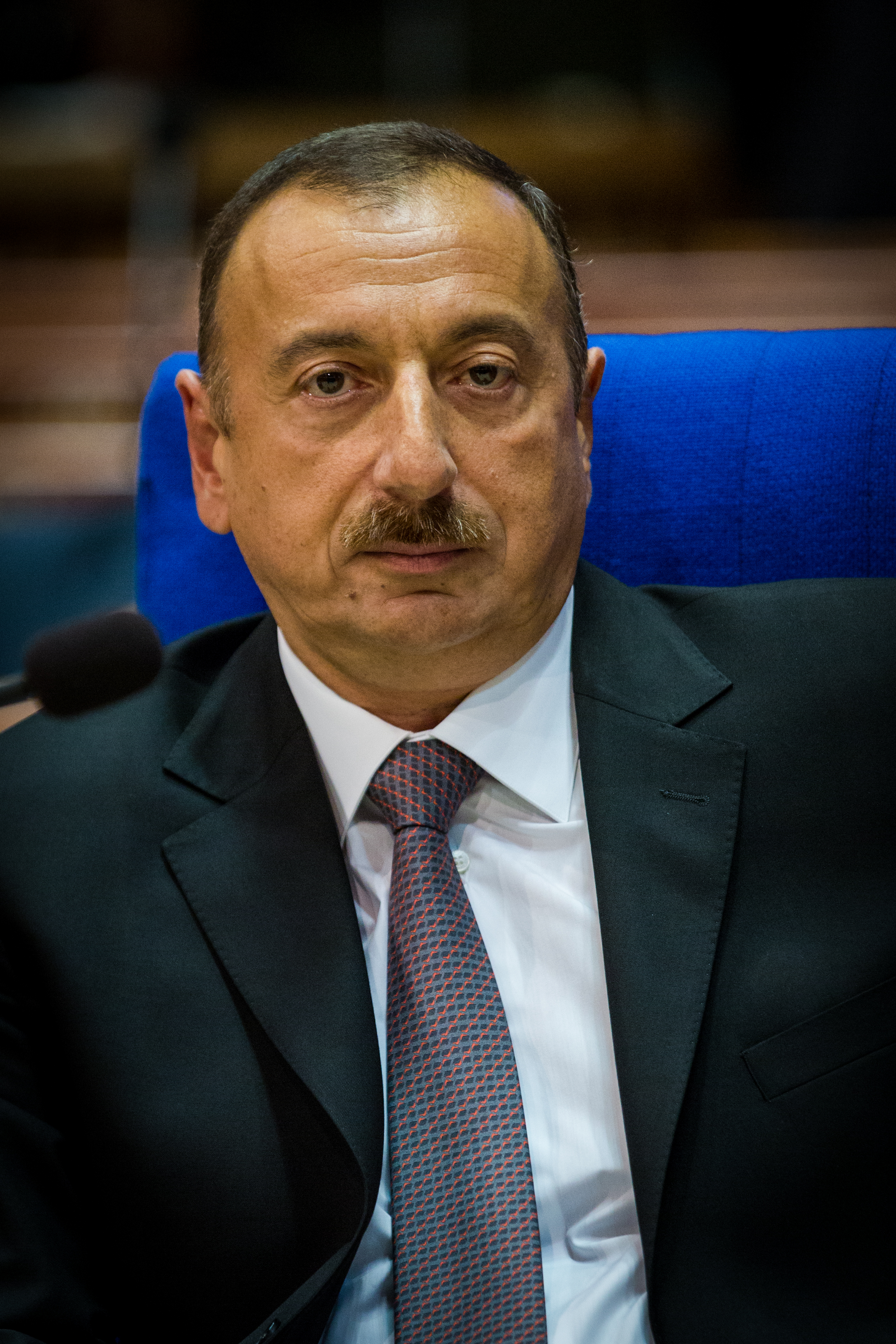
AZE Azerbajdzjan Ilham Aliyev Azerbajdzjans president
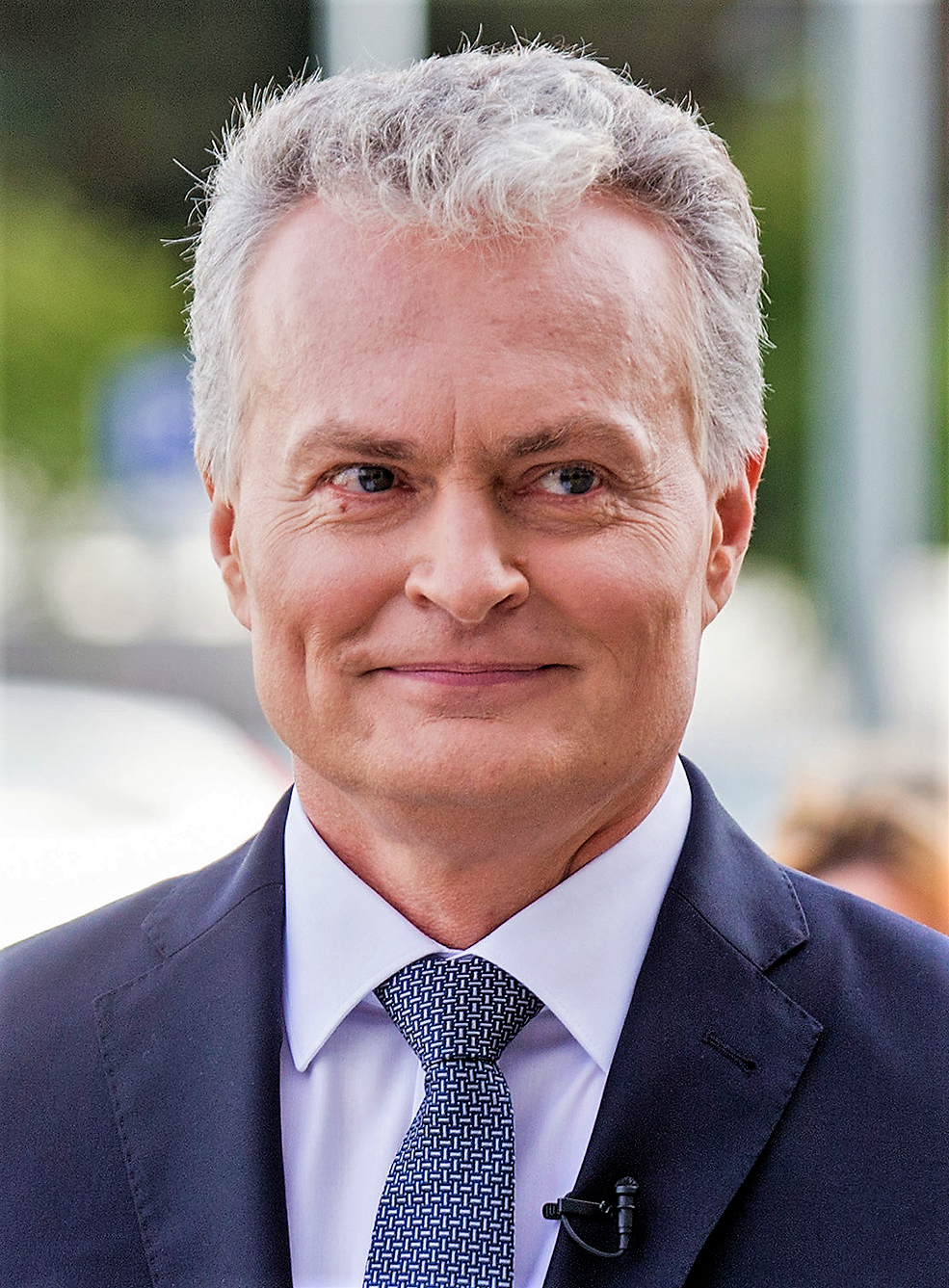
LTU Litauen Gitanas Nauseda Litauens president
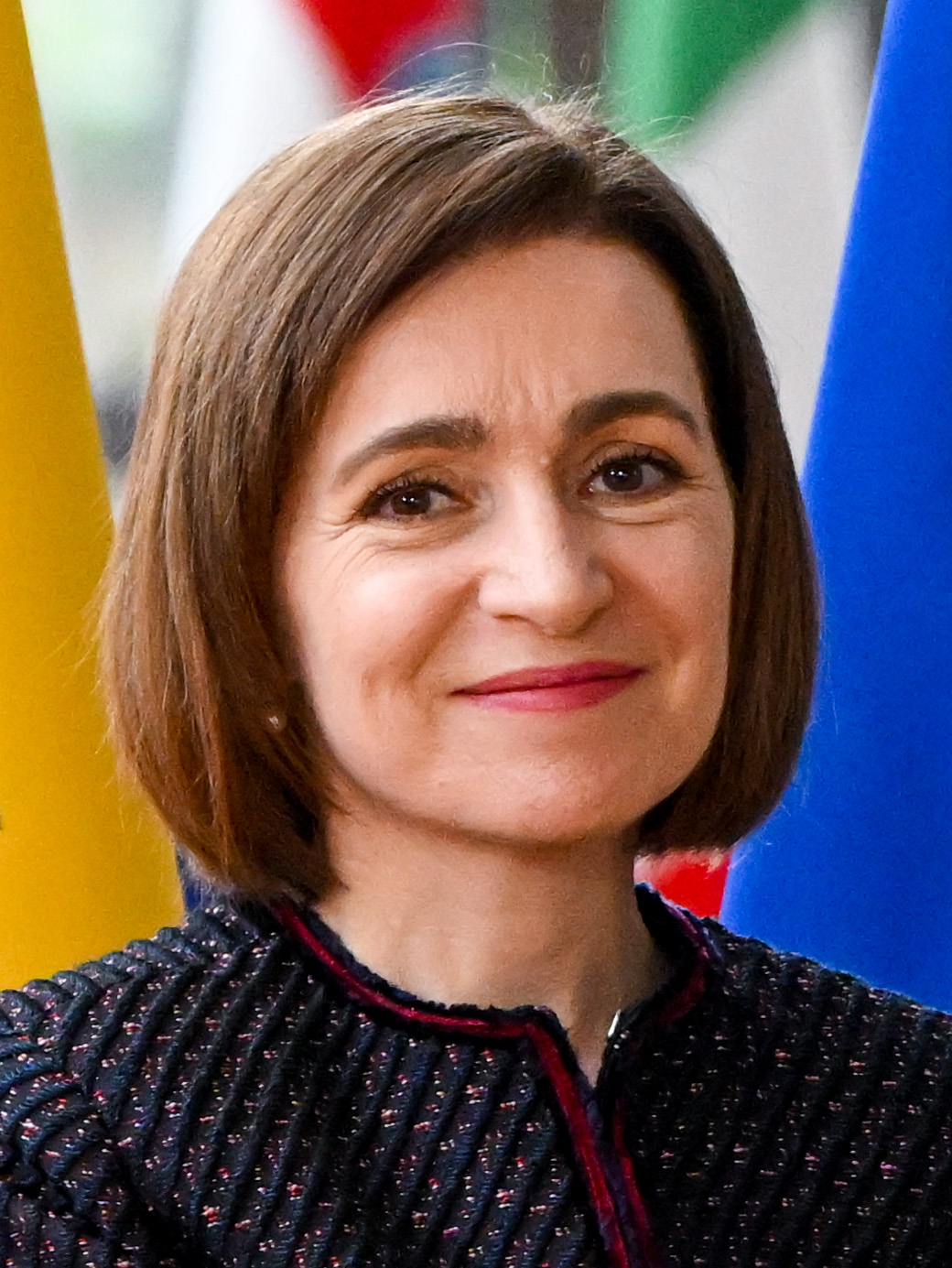
MDA Moldavien Maia Sandu Moldaviens president
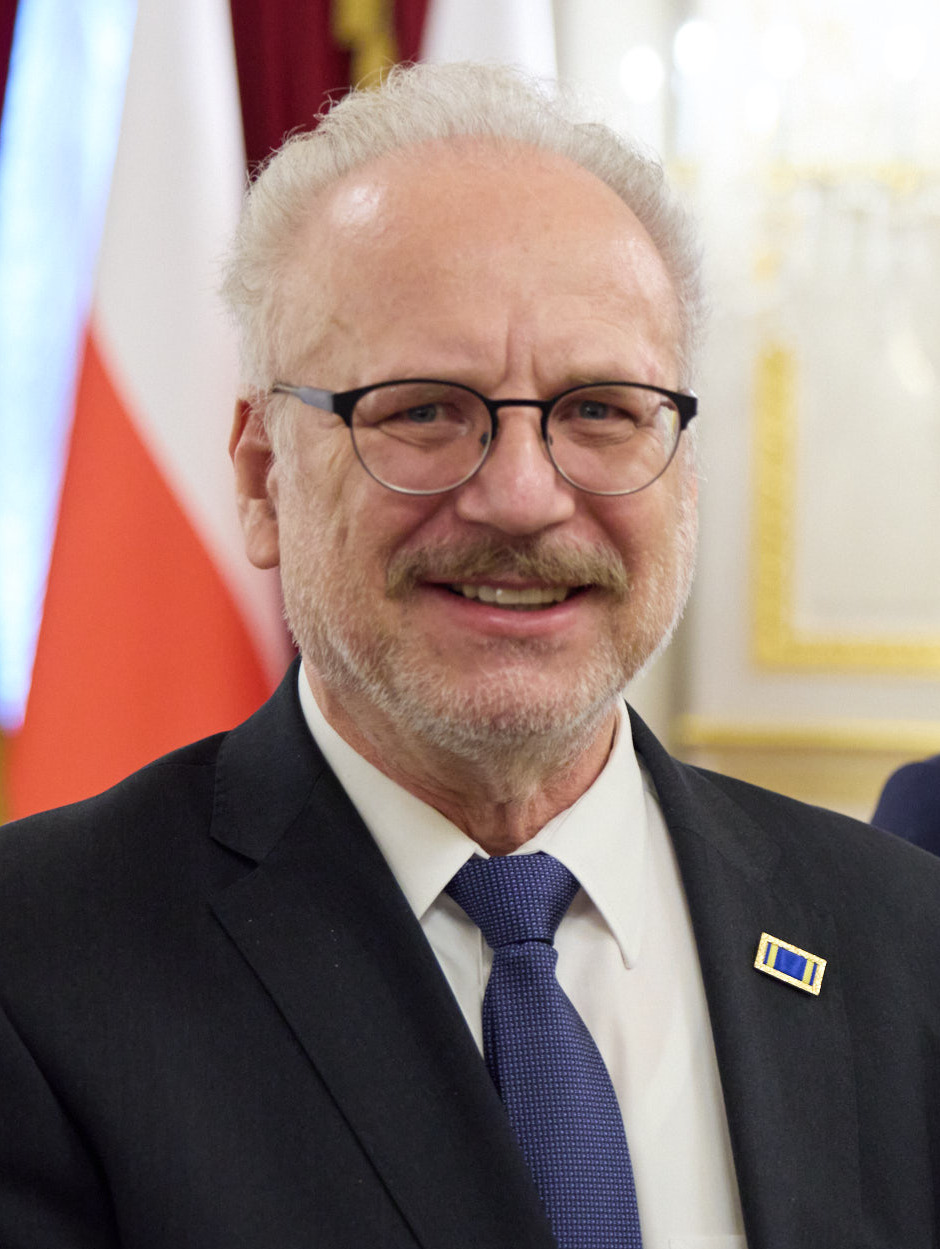
LAT Lettland Egils Levits Lettlands president
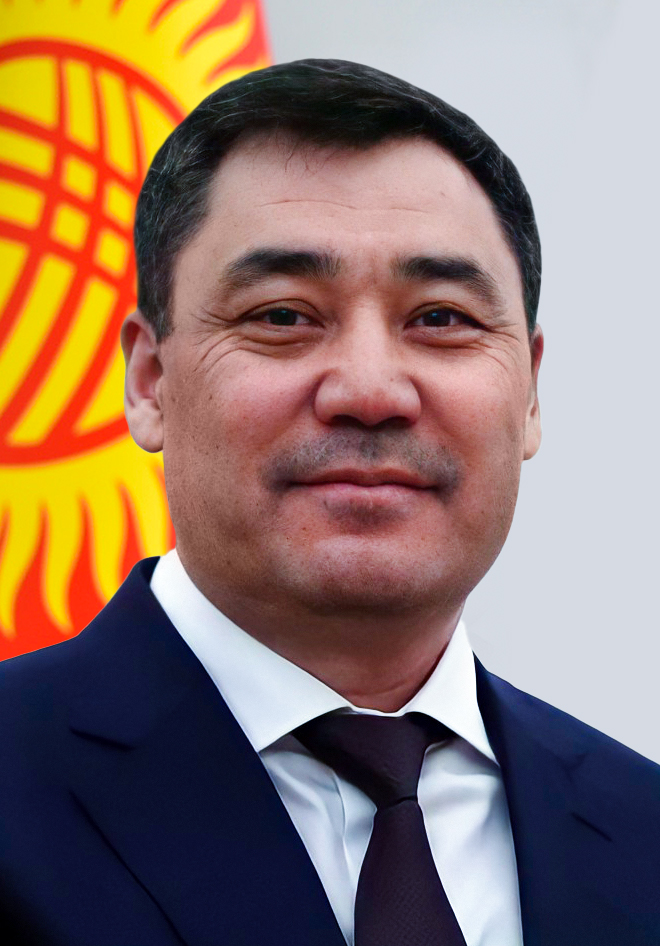
KGZ Kirgizistan Sadyr Zjaparov Kirgizistans president
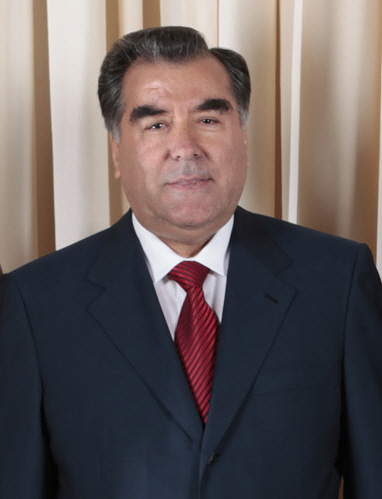
TJK Tadzjikistan Emomaly Rahmon Tadzjikistans president
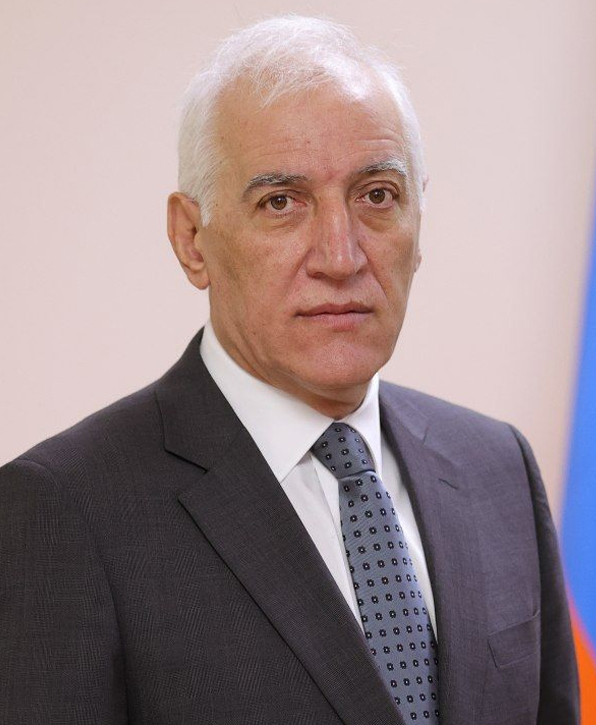
ARM Armenien Vahagn Chatjaturjan Armeniens president
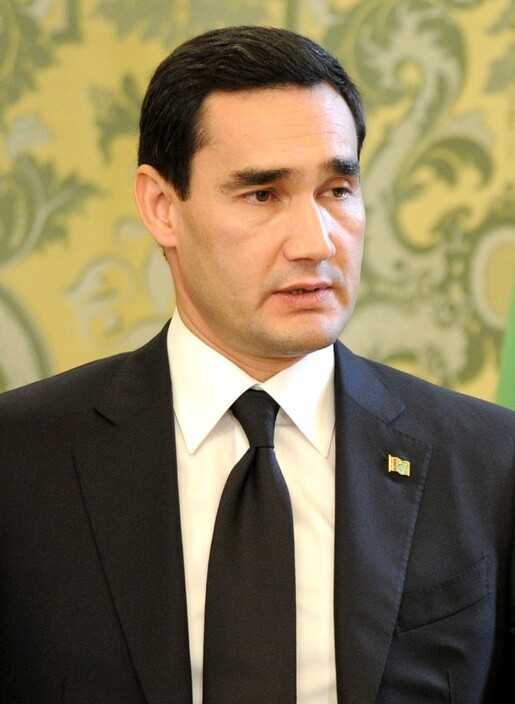
TKM Turkmenistan Serdar Berdimuhamedow Turkmenistans president
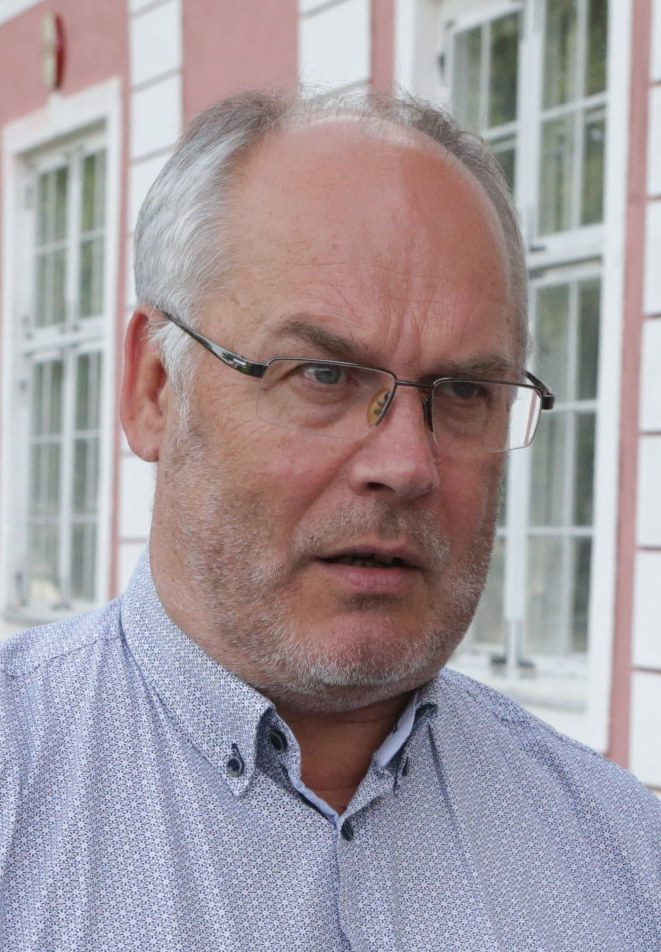
EST Estland Alar Karis Estlands president

- Ryssland
Vladimir Putin
Rysslands president
- Ukraina
Volodymyr Zelenskyj
Ukrainas president
- Belarus
Aleksandr Lukasjenko
Belarus president
- Uzbekistan
Shavkat Mirziyoyev
Uzbekistans president[1]
- Kazakstan
Qasym-Zjomart Toqajev
Kazakstans president
- Georgien
Salomé Zurabisjvili
Georgiens president
- Azerbajdzjan
Ilham Aliyev
Azerbajdzjans president
- Litauen
Gitanas Nauseda
Litauens president
- Moldavien
Maia Sandu
Moldaviens president
- Lettland
Egils Levits
Lettlands president
- Kirgizistan
Sadyr Zjaparov
Kirgizistans president
- Tadzjikistan
Emomaly Rahmon
Tadzjikistans president
- Armenien
Vahagn Chatjaturjan 
Armeniens president
- Turkmenistan
Serdar Berdimuhamedow
Turkmenistans president[2]
- Estland
Alar Karis
Estlands president

### Regeringsledare

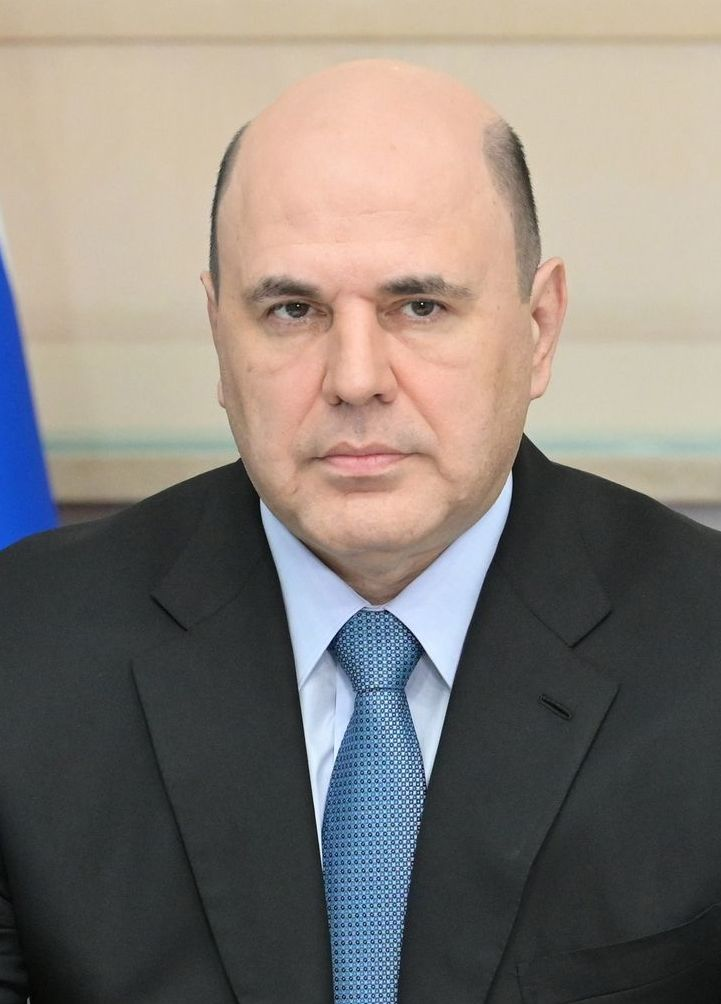
RUS Ryssland Michail Misjustin Rysslands premiärminister
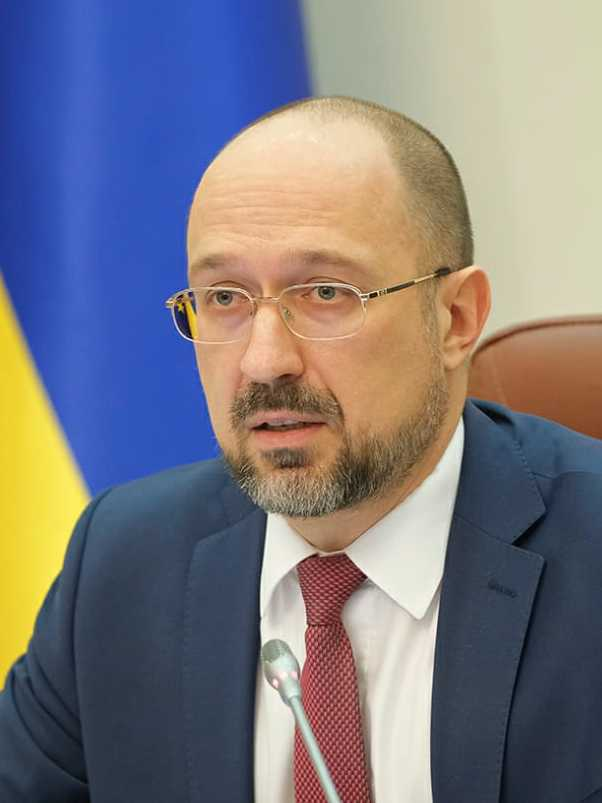
UKR Ukraina Denys Sjmyhal Ukrainas premiärminister
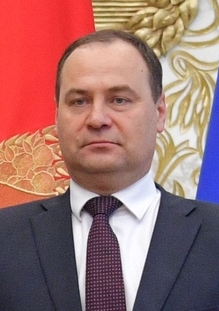
BLR Belarus Raman Haloŭtjanka Belarus premiärminister
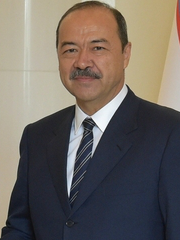
UZB Uzbekistan Abdulla Aripov Uzbekistans premiärminister
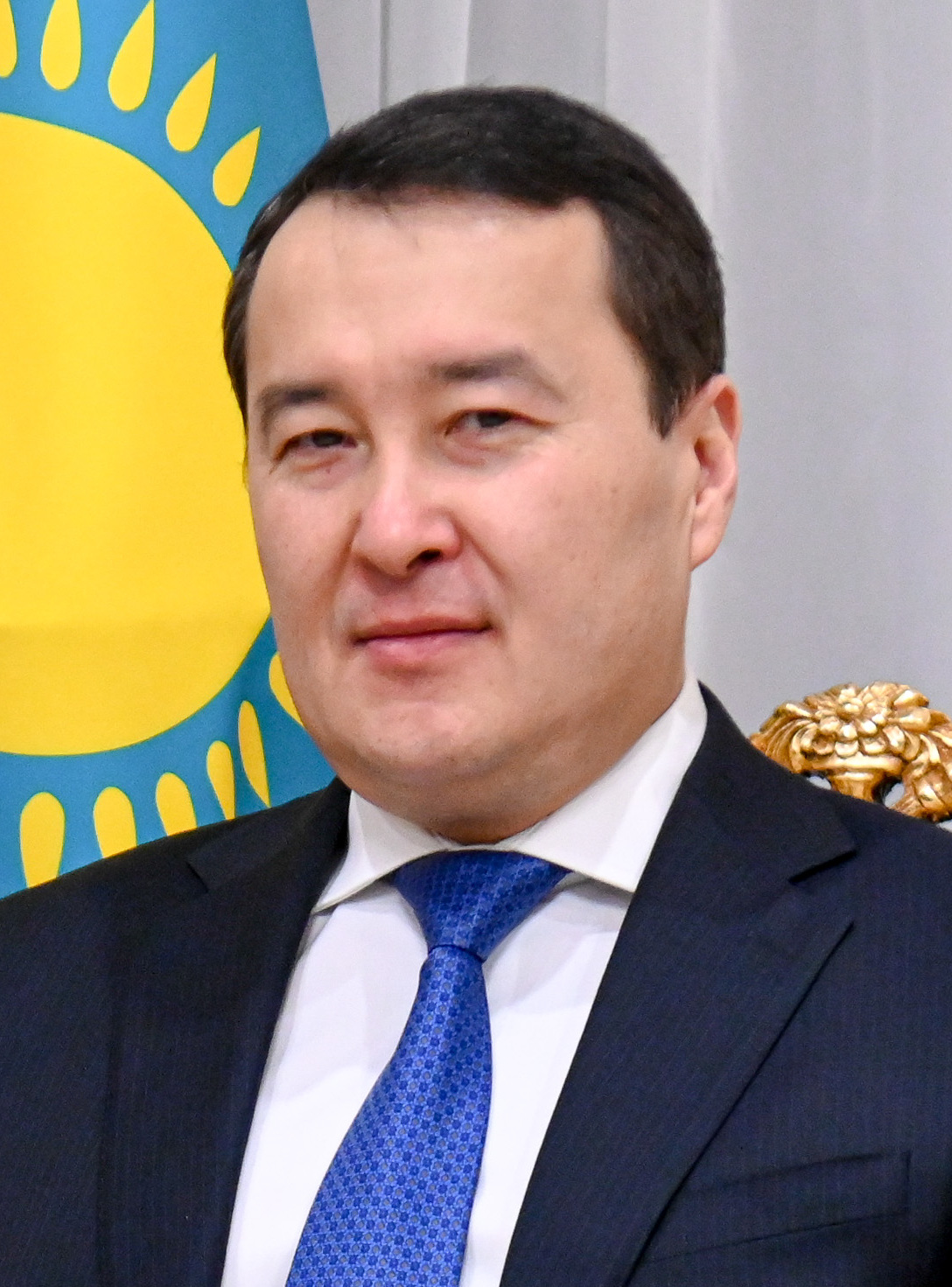
KAZ Kazakstan Älichan Smajylov Kazakstans premiärminister
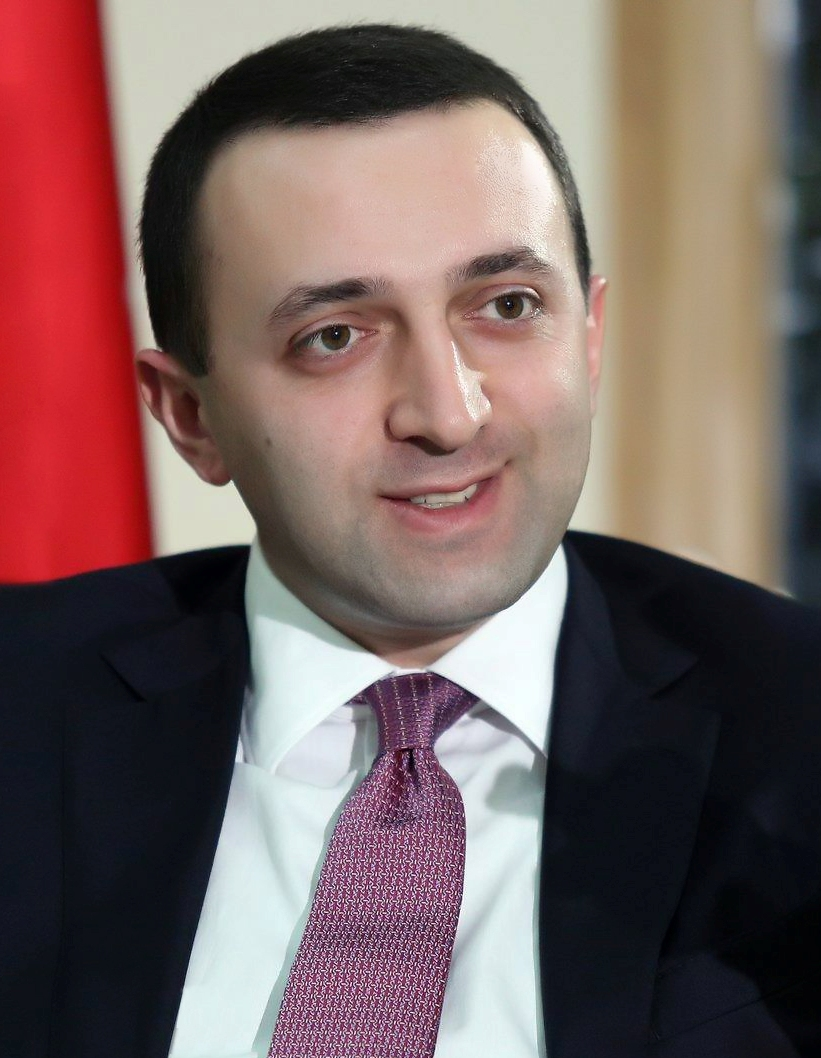
GEO Georgien Irakli Garibashvili Georgiens premiärminister
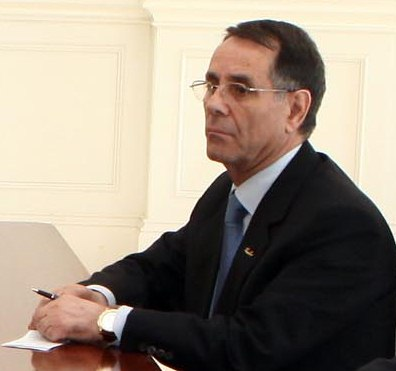
AZE Azerbajdzjan Novruz Mämmädov Azerbajdzjans premiärminister
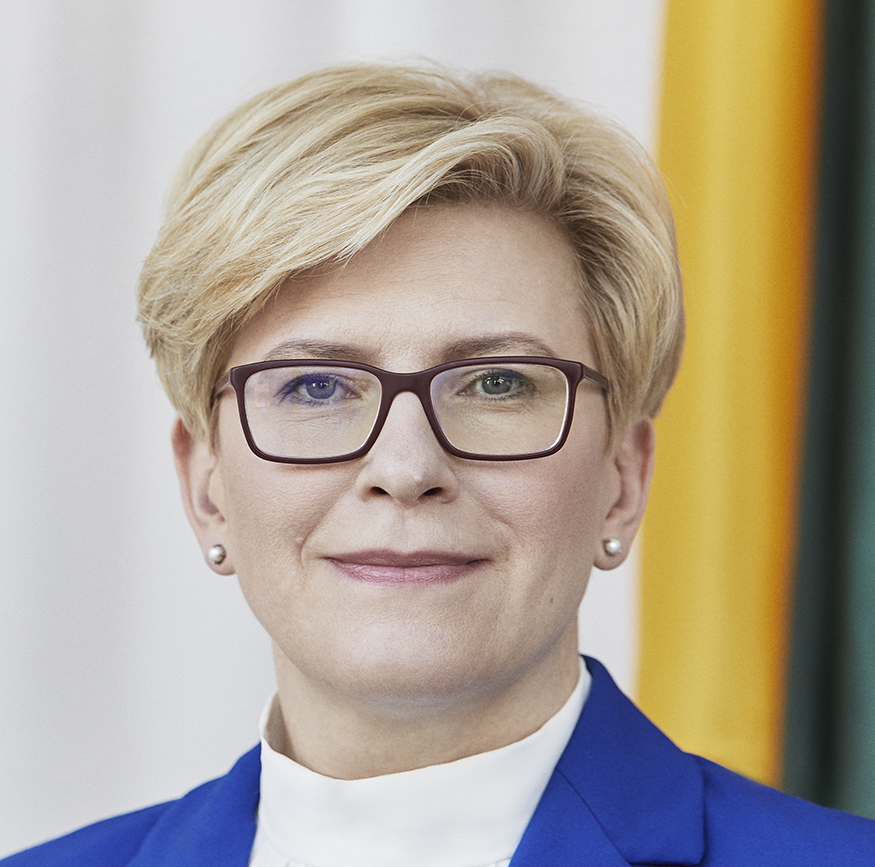
LTU Litauen Ingrida Šimonytė Litauens premiärminister
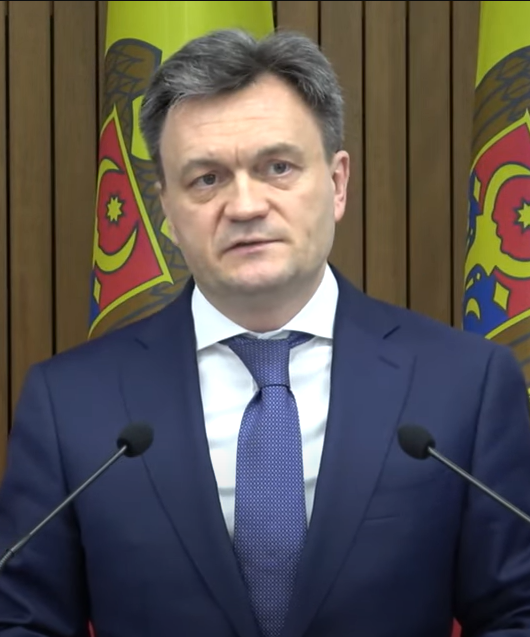
MDA Moldavien Dorin Recean Moldaviens premiärminister
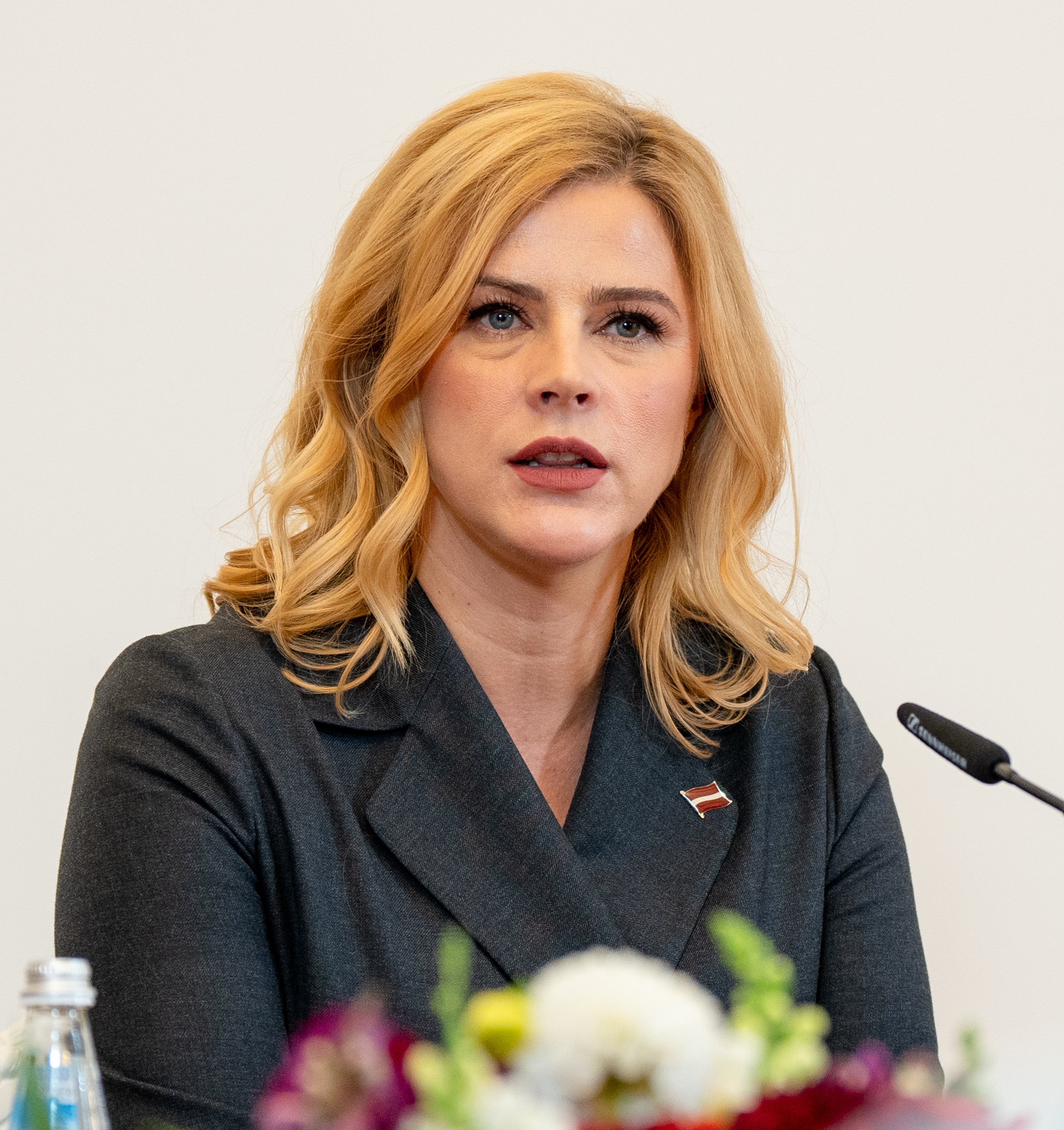
LAT Lettland Evika Siliņa Lettlands premiärminister
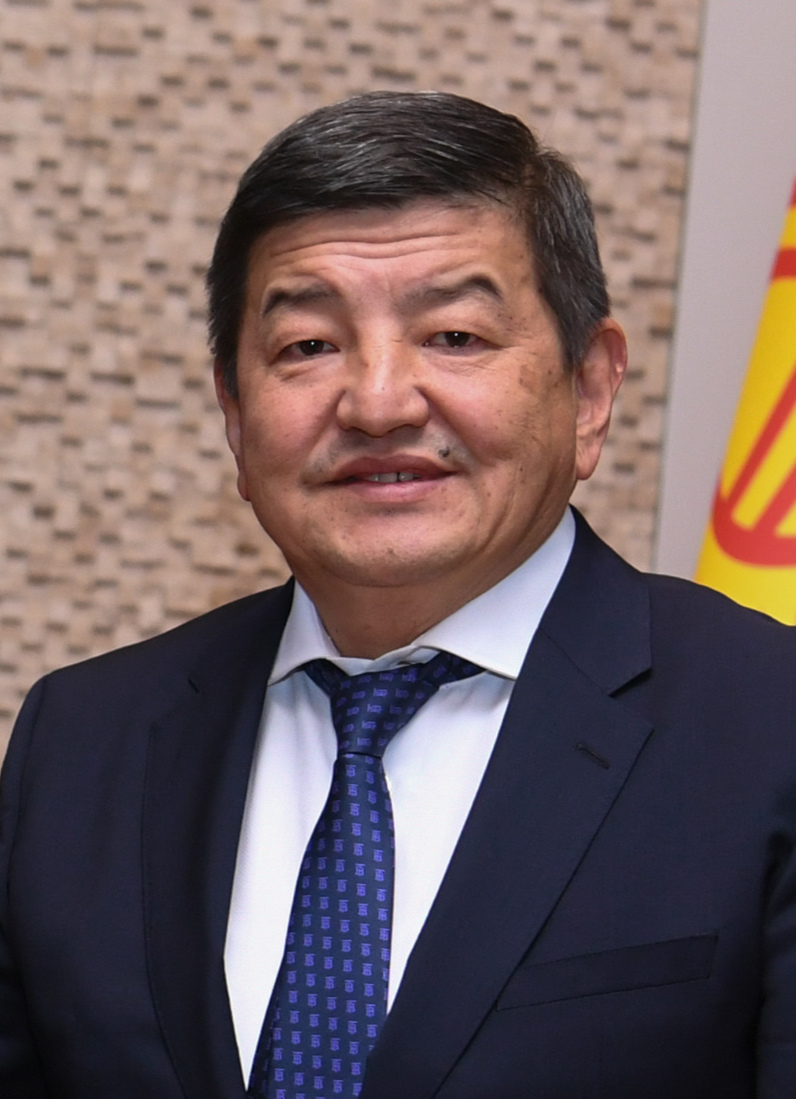
KGZ Kirgizistan Akylbek Zjaparov Kirgizistans premiärminister
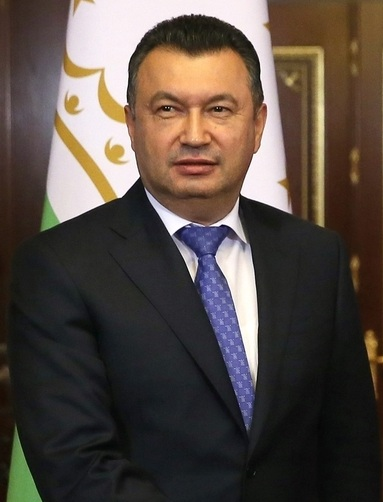
TJK Tadzjikistan Qohir Rasulzoda Tadzjikistans premiärminister
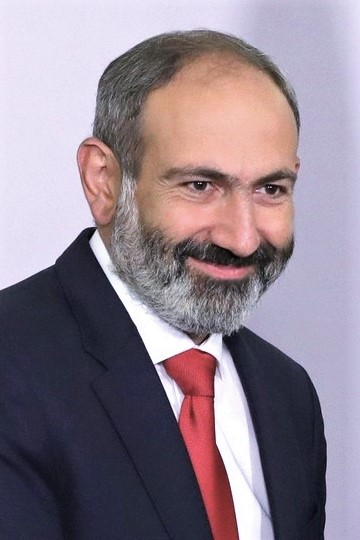
ARM Armenien Nikol Pasjinjan Armeniens premiärminister
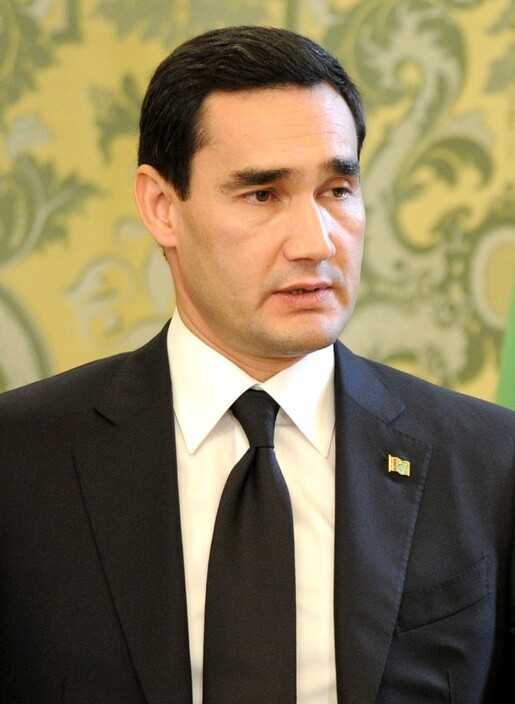
TKM Turkmenistan Serdar Berdimuhamedow Turkmenistans president
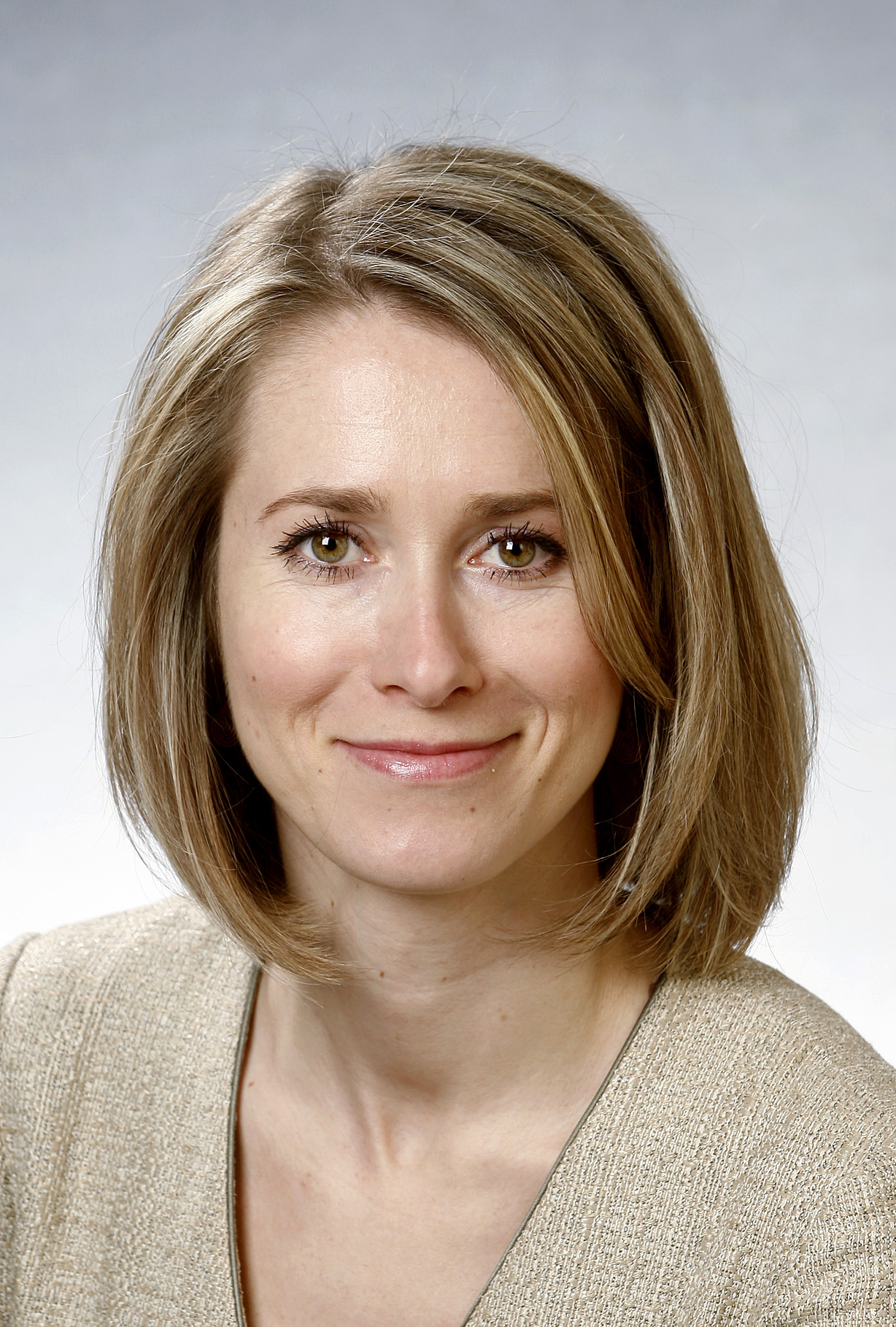
EST Estland Kaja Kallas Estlands premiärminister

- Ryssland
Michail Misjustin
Rysslands premiärminister
- Ukraina
Denys Sjmyhal
Ukrainas premiärminister
- Belarus
Raman Haloŭtjanka
Belarus premiärminister
- Uzbekistan
Abdulla Aripov
Uzbekistans premiärminister[1]
- Kazakstan
Älichan Smajylov
Kazakstans premiärminister
- Georgien
Irakli Garibashvili
Georgiens premiärminister
- Azerbajdzjan
Novruz Mämmädov
Azerbajdzjans premiärminister
- Litauen
Ingrida Šimonytė
Litauens premiärminister
- Moldavien
Dorin Recean
Moldaviens premiärminister
- Lettland
Evika Siliņa
Lettlands premiärminister
- Kirgizistan
Akylbek Zjaparov
Kirgizistans premiärminister
- Tadzjikistan
Qohir Rasulzoda
Tadzjikistans premiärminister
- Armenien
Nikol Pasjinjan
Armeniens premiärminister
- Turkmenistan
Serdar Berdimuhamedow
Turkmenistans president[2]
- Estland
Kaja Kallas
Estlands premiärminister